# Guyver: The Bioboosted Armor
Guyver: The Bioboosted Armor (яп. 強殖装甲ガイバー) — аніме-серіал, що базується на багатотомній однойменній манзі, яку написав Йошікі Такая. У ТБ-серіалі було екранізовано глави з 1 по 59 (1-10 томи) манґи. Виробництво було за підтримки ADV Films та Kadokawa Shoten. Перший епізод серії був показаний в Японії 6 серпня 2005 року, а остання серія вийшла в ефір 18 лютого 2006 року.

## Сюжет
В незапам'ятні часи на Землю прилетіли прибульці для того, щоб вести свої військові розробки. Їх мета — створення унікальної і могутньої зброї. І в процесі тисячолітніх експериментів була створена людина. Сама по собі вона була слабка і використовувалась як основа для нових розробок. В процесі подальших експериментів був створений пристрій, здатний зливатися з людиною і багаторазово збільшувати її силу. Але пристрій мав «дефект»: керувати людиною, що злилася з цим пристроєм, прибульці не могли. Пристрій був названий «Гайвер» — «поза контролем» в перекладі з мови прибульців.
Після цього прибульці вирішили лишити Землю і знищити за собою планету з усім, що на ній залишилось. Окрім людей і Гайвера на планеті залишився й інший їх «експеримент» — зоалорд Алканфель, той, хто може керувати бойовою формою людей — зоанойдами. Для знищення землі на планету було направлено метеорит, розміром з Місяць. Зоалорд Алканфель знищує метеорит на підльоті до землі.
…В 90-х роках при таємних обставинах із лабораторії Кроноса (міжнародної організації зі створення зоанойдів) в Японії тікає один з піддослідних з сумкою, в якій лежать три дивних пристрої, названих «джи-юнітами». В лісі нещасного знаходять люди із Кроноса і, щоб не здаватися їм, піддослідний підриває себе гранатою. Юніти від вибуху розлітаються в різні боки. Так один з юнітів потрапляє до рук Шо Фукамачі, що прогулювався в цей час з другом Тецуро Сегава в лісі. Шо активує пристрій, і він зливається з ним, перетворюючи його на біозброю — Гайвера.
Люди із Кроноса, які розшукували юніти, швидко знаходять нічого не розуміючих Шо і Тецуро. Починається бій, в котрому Гайвер перемагає і відділяється від Шо. Шо здається, що все скінчено, але він ще не знає, що Кронос здатний піти на все, щоб повернути втрачений джи-юніт.

## Персонажі

### Головні герої
Шьо Фукамачі (яп. 深町 晶, Фукамачі Шьо)
Сейю — Кенджі Ноджіма: Головний герой. Шьо — 17-ти річний учень другого класу однієї зі старших шкіл Японії. Його батько — Фуміо Фукамачі, мати — Акіе Фукамачі (померла у 33 роки, коли Шьо було 7 років), найкращий друг — Тецуро Сеґава подруга в яку він закоханий — Мідзукі Сеґава. Після того як він випадково став Гайвером і разом з друзями та батьком потрапив під приціл «Кроноса», він всіма силами намагався захистити їх. Він був би радий, щоб йому дали спокій, єдине, що було для нього важливо — друзі і батько. Але йому довелося битися, тому що «Кронос» захопив у полон Тецуро, Мідзукі та його батька, якого перетворили в Зоанойда. «Кронос» відняв у Шьо батька. В ході цієї війни Гайвер знищує штаб-квартиру «Кроноса» в Японії, бере участь у знищенні реліктів і «Корабля Творців». Зрештою отримує створеного собою ж перебуваючи у коконі (те, що залишилось від Корабля Творців) Гігантського Гайвера.